# Giochi mondiali 2013
I Giochi mondiali 2013, nona edizione della competizione, si sono tenuti tra il 27 luglio e 4 agosto 2013 a Cali, in Colombia; questa è stata la prima città latinoamericana ad aver ospitato l'evento.
Originariamente la manifestazione venne assegnata alle città tedesche di Duisburg e Düsseldorf, ma a causa della grande recessione le sedi non raggiunsero il finanziamento richiesto, rinunciando ai loro diritti come organizzatori e passando l'onore alla città colombiana.

## Sport

### Sport di palla
- Canoa polo
- Beach handball
- Squash
- Fistball
- Rugby
- Racquetball

### Sport di forza
- Tiro alla fune
- Powerlifting

### Sport di precisione
- Biliardo
- Tiro con l'arco
- Bowling
- Bocce

### Sport d'avanguardia
- Arrampicata
- Sport aerei
- Ultimate
- Sci nautico
- Orientamento (sport)
- Pattinaggio in linea
- Hockey in-line

### Arti Marziali
- Sumo
- Ju jitsu
- Karate

### Artistici e danza
- Danza sportiva
- Ginnastica ritmica
- Pattinaggio artistico a rotelle
- Ginnastica acrobatica
- Ginnastica col trampolino
- Ginnastica aerobica

### Sport invitati
- Kayak Marathon
- Softball
- Wushu
- Calcio a 5 (regole AMF)

## Medagliere
Medagliere dal sito web ufficiale dei risultati dei Giochi mondiali 2013, che include anche il pattinaggio di velocità su strada.
| Posiz. | Nazione       | Oro | Argento | Bronzo | Totale |
| ------ | ------------- | --- | ------- | ------ | ------ |
| 1      | Italia        | 18  | 13      | 18     | 49     |
| 2      | Russia        | 17  | 24      | 12     | 53     |
| 3      | Francia       | 16  | 11      | 13     | 40     |
| 4      | Germania      | 15  | 7       | 8      | 30     |
| 5      | Cina          | 14  | 6       | 2      | 22     |
| 6      | Stati Uniti   | 11  | 4       | 4      | 19     |
| 7      | Ucraina       | 9   | 10      | 9      | 28     |
| 8      | Colombia      | 8   | 13      | 10     | 31     |
| 9      | Regno Unito   | 6   | 6       | 3      | 15     |
| 10     | Taipei cinese | 5   | 5       | 8      | 18     |
| 11     | Brasile       | 5   | 3       | 1      | 9      |
| 12     | Giappone      | 5   | 1       | 4      | 10     |
| 13     | Svizzera      | 4   | 4       | 0      | 8      |
| 14     | Danimarca     | 3   | 2       | 2      | 7      |
| 15     | Svezia        | 3   | 1       | 5      | 9      |
| 16     | Bielorussia   | 3   | 1       | 3      | 7      |
| 16     | Messico       | 3   | 1       | 3      | 7      |
| 18     | Paesi Bassi   | 2   | 6       | 5      | 13     |
| 19     | Belgio        | 2   | 4       | 4      | 10     |
| 20     | Spagna        | 2   | 4       | 2      | 8      |
| 21     | Cile          | 2   | 3       | 0      | 5      |
| 21     | Polonia       | 2   | 3       | 0      | 5      |
| 21     | Romania       | 2   | 3       | 0      | 5      |
| 24     | Slovenia      | 2   | 1       | 0      | 3      |
| 25     | Finlandia     | 2   | 0       | 0      | 2      |
| 26     | Corea del Sud | 1   | 2       | 6      | 9      |
| 27     | Austria       | 1   | 2       | 3      | 6      |
| 28     | Ungheria      | 1   | 1*      | 0      | 2      |
| 28     | Nuova Zelanda | 1   | 2       | 0      | 3      |
| 30     | Croazia       | 1   | 1       | 2      | 4      |
| 30     | Venezuela     | 1   | 1       | 2      | 4      |
| 32     | Vietnam       | 1   | 1       | 0      | 2      |
| 33     | Sudafrica     | 1   | 0       | 3      | 4      |
| 34     | Azerbaigian   | 1   | 0       | 1      | 2      |
| 34     | Lituania      | 1   | 0       | 1      | 2      |
| 34     | Mongolia      | 1   | 0       | 2      | 3      |
| 37     | India         | 1   | 0       | 0      | 1      |
| 37     | Malaysia      | 1   | 0       | 0      | 1      |
| 37     | Moldavia      | 1   | 0       | 0      | 1      |
| 37     | Turchia       | 1   | 0       | 0      | 1      |
| 41     | Canada        | 0   | 3       | 6      | 9      |
| 42     | Norvegia      | 0   | 3       | 4      | 7      |
| 43     | Argentina     | 0   | 3       | 2      | 5      |
| 43     | Egitto        | 0   | 3       | 2      | 5      |
| 43     | Thailandia    | 0   | 3       | 2      | 5      |
| 46     | Rep. Ceca     | 0   | 2       | 1      | 3      |
| 47     | Australia     | 0   | 1       | 3      | 4      |
| 48     | Ecuador       | 0   | 1       | 2      | 3      |
| 48     | Portogallo    | 0   | 1       | 2      | 3      |
| 50     | Grecia        | 0   | 1       | 1      | 2      |
| 50     | Iran          | 0   | 1       | 1      | 2      |
| 52     | Lussemburgo   | 0   | 1       | 0      | 1      |
| 53     | El Salvador   | 0   | 0       | 1      | 1      |
| 53     | Irlanda       | 0   | 0       | 1      | 1      |
| 53     | Israele       | 0   | 0       | 1      | 1      |
| 53     | Marocco       | 0   | 0       | 1      | 1      |
| 53     | Perù          | 0   | 0       | 1      | 1      |
| 53     | Filippine     | 0   | 0       | 1      | 1      |
| 53     | Serbia        | 0   | 0       | 1      | 1      |
| Totale | Totale        | 176 | 169     | 169    | 514    |

Nota: all'ungherese Istvan Kalmar, medaglia d'argento nei pesi medi di sumo maschile, è stata tolta la medaglia dopo la positività al controllo antidoping.